# Irene (Pinguini Tattici Nucleari)
Irene è un singolo del gruppo musicale italiano Pinguini Tattici Nucleari, pubblicato il 1º giugno 2018 come unico estratto dal terzo album in studio Gioventù brucata.
Il singolo è entrato in rotazione radiofonica dal 1º giugno 2018. Una versione acustica del brano è stata inserita nell'album Fuori dall'hype - Ringo Starr, pubblicato il 7 febbraio 2020.

## Tracce
Testi e musiche di Riccardo Zanotti.
1. Irene – 5:11

## Video musicale
Il video musicale, diretto da Silvia Di Gregorio, è stato pubblicato il 22 settembre 2017 attraverso il canale YouTube del gruppo musicale.

## Controversie
Nel gennaio 2020, poco prima della partecipazione del Pinguini Tattici Nucleari al Festival di Sanremo 2020, il critico musicale Red Ronnie li ha accusati, in modo equivoco, di inneggiare al femminicidio, facendo riferimento ai primi versi del brano Irene, trovando il supporto di Matteo Salvini, leader della Lega Nord, che ne ha proposto l'esclusione dal festival. Successivamente, tuttavia, lo stesso Red Ronnie si è scusato con la band bergamasca, ammettendo di essersi fermato a una lettura superficiale del testo del brano.